# WSU Spirit Championship
Le WSU Spirit Championship est un championnat de catch féminin utilisé par la Women Superstars Uncensored (WSU). Ce titre est créé le 14 août 2009 quand Luscious Latasha bat Amber, Jana et Roxie Cotton en finale d'un tournoi. Le titre a depuis connu 17 règnes, 13 championnes différentes et a été vacant une fois.

## Historique
Le tournoi pour désigner la WSU Spirit Champion a lieu le 14 août 2009. Il oppose les six catcheuses suivantes :
- Amber, dont le match face à Roxie Cotton se termine à la limite de temps[1].
- Jana[1]
- Jennifer Cruz[1]
- Lea Morrison[1]
- Luscious Latasha[1]
- Roxie Cotton, dont le match face à Amber se termine à la limite de temps[1].

Amber et Roxie Cotton ont alors le droit toutes les deux de participer à la finale.
| #  | Championne          | Nombre de règne | Date              | Durée                    | Lieu                       | Notes | Réf    |
| -- | ------------------- | --------------- | ----------------- | ------------------------ | -------------------------- | --- | ------ |
| 1  | Luscious Latasha    | 1               | 14 août 2009      | 1 mois et 19 jours       | Belleville, New Jersey     | Elle bat Amber, Jana et Roxie Cotton dans un match à élimination. | [ 1 ]  |
| 2  | Jana                | 1               | 3 octobre 2009    | 7 jours                  | Union City, New Jersey     | |        |
| 3  | Luscious Latasha    | 2               | 10 octobre 2009   | 0 jour                   | Union City, New Jersey     | Elle remporte un match à trois comprenant aussi Lea Morrison. | [ 2 ]  |
| 4  | Brittney Savage     | 1               | 10 octobre 2009   | 2 mois et 2 jours        | Union City, New Jersey     | Bat Luscious Latasha et Becky Bayless au cours d'un spectacle organisé par l'American Championship Entertainment. | [ 3 ]  |
| 5  | Alicia              | 1               | 12 décembre 2009  | 2 mois et 22 jours       | Flemington, New Jersey     | Alicia remporte un match sans disqualification ni décompte à l'extérieur. Elle devient ce jour-là la première catcheuse à faire le Triple Crown à la WSU (avoir détenu le championnat de la WSU, le championnat par équipe et le championnat Spirit). | [ 4 ]  |
| 6  | Brittney Savage     | 2               | 6 mars 2010       | 5 mois                   | Union City, New Jersey     | | [ 5 ]  |
| 7  | Alicia              | 2               | 6 août 2010       | 0 jour                   | Middletown, New Jersey     | Elle remporte un match à trois comprenant aussi Brittany Force. | [ 6 ]  |
| 8  | Brittney Savage     | 3               | 6 août 2010       | 6 mois et 27 jours       | Middletown, New Jersey     | |        |
| 9  | Sassy Stephie (en)  | 1               | 5 mars 2011       | 6 mois et 19 jours       | Union City, New Jersey     | | [ 7 ]  |
| 10 | Rain (en)           | 1               | 24 septembre 2011 | 0 jour                   | Levittown, Pennsylvanie    | | [ 8 ]  |
| 11 | Jessica Havock      | 1               | 24 septembre 2011 | 8 mois et 23 jours       | Levittown, Pennsylvanie    | | [ 8 ]  |
| 12 | Marti Belle         | 1               | 16 juin 2012      | 1 an, 7 mois et 23 jours | Deer Park, New York        | Elle a le règne le plus long. | [ 9 ]  |
| 13 | Ezavel Suena / Niya | 1               | 8 février 2014    | 1 an et 13 jours         | Vorhees, New Jersey        | Le masque d'Ezavel Suena est en jeu durant ce match. Cependant, Suena décide de l'ôter pour révéler qu'elle est Niya, une catcheuse suspendu par la WSU.                                                                                              | [ 10 ] |
| 14 | Nevaeh (en)         | 1               | 21 février 2015   | 1 mois et 25 jours       | Philadelphie, Pennsylvanie | | [ 11 ] |
| -  | Vacant              | 1               | 21 février 2015   | 2 mois et 26 jours       | -                          | À la suite d'une blessure de Nevaeh. | [ 12 ] |
| 15 | Leva Bates (en)     | 1               | 11 juillet 2015   | 1 an, 4 mois et 8 jours  | Philadelphie, Pennsylvanie | | [ 13 ] |
| 16 | Su Yung             | 1               | 19 novembre 2016  | 2 mois et 23 jours       | Vorhees, New Jersey        | | [ 14 ] |
| 17 | Kiera Hogan         | 1               | 11 février 2017   | 1 an, 4 mois et 5 jours  | Vorhees, New Jersey        | Dans un match à trois impliquant aussi Veda Scott | [ 15 ] |
| 18 | Jordynne Grace      | 1               | 16 juin 2018      | 8 mois et 14 jours       | Vorhees, New Jersey        | | [ 16 ] |
| 19 | Kris Statlander     | 1               | 2 mars 2019       | 6 mois et 5 jours        | Vorhees, New Jersey        | | [ 17 ] |
| 20 | Davienne            | 1               | 7 septembre 2019  | 5 ans, 6 mois et 7 jours | Vorhees, New Jersey        | | [ 18 ] |